# Enrai (Tooku ni Aru Akari)
Enrai 〜Tooku ni Aru Akari〜 (遠雷 〜遠くにある明かり〜?) è un singolo degli High and Mighty Color, estratto dall'album San e pubblicato il 25 ottobre 2006.

## Il disco
La title track è il tema finale per l'anime Mobile Suit Gundam SEED Destiny: Special Edition. La canzone è anche apparsa nei videogiochi Drum Mania e GuitarFreaks, e nella compilation Tokyo Rock City.
Il lato B Kaeri Michi no Orenji è stato usato in uno spot per il gioco Bleach Wii: Hakujin Kirameku Rondo. La prima stampa del singolo veniva venduta con un pin up speciale di Athrun Zala, personaggio della serie Mobile Suit Gundam SEED Destiny. Il video musicale del brano è stato diretto da Sueyoshi Nobu.
La title track venne successivamente inserita nelle compilation 10 Color Singles e BEEEEEEST.

## Lista tracce
Testi e musiche degli High and Mighty Color.
1. Enrai 〜Tooku ni Aru Akari〜 (遠雷 〜遠くにある明かり〜?) – 4:23
2. Kaeri Michi no Orenji (帰り道のオレンジ?) – 4:08
3. Enrai 〜Tooku ni Aru Akari〜 (遠雷 〜遠くにある明かり〜 (Less Vocal Track)?) – 4:31

## Formazione
- Mākii – voce
- Yūsuke – voce
- Kazuto – chitarra solista
- MEG – chitarra ritmica
- Mai Hoshimura – tastiere
- Mackaz – basso
- SASSY – batteria